# 万峰湖镇
万峰湖镇，是中华人民共和国贵州省黔西南布依族苗族自治州安龙县下辖的一个乡镇级行政单位。

## 行政区划
万峰湖镇下辖以下地区：
岜皓村、下箐村、马安营村、坝盘村、江坡村、大湾村、纳赖村、永和村、龙万村和毛凼子村。